# База даних GESTIS
База даних речовин GESTIS (від «нім. Gefahrstoffinformationssystem») — це вільнодоступна база даних хімічних сполук . Вона ведеться Інститутом охорони праці Німецького соціального страхування від нещасних випадків
База даних речовин GESTIS містить таку інформацію приблизно про 8800 речовин:
- ідентифікація за допомогою максимально 6-значного центрального номера присвоєння (номер ZVG)[1];
- токсикологія/екотоксикологія(інші мови);
- фізико-хімічні дані;
- медицина праці та перша допомога;
- поводження та використання;
- регламент.

Дані доступні німецькою та англійською мовами. Доступ можливий через інтернет або мобільний додаток.
В інформаційній системі GESTIS є додаткові бази даних:
Міжнародна база даних граничних значень GESTIS містить збірку гранично допустимих концентрацій на робочому місці небезпечних речовин з 32 країн, включно з гранично допустимими концентраціями для 2184 речовин. Вона також доступна у вигляді застосунку для iPhone, iPod touch, iPad та Android.
Список DNEL GESTIS (див. DNEL) містить значення DNEL, пов'язані з робочим місцем, опубліковані в цьому форматі Європейським агентством з хімічних речовин (ECHA). Він містить записи для понад 6000 речовин.
База даних біологічних агентів GESTIS містить інформацію про безпечну діяльність, пов'язану з біологічними агентами на робочому місці, та про важливі властивості окремих біологічних агентів. Вона містить інформацію приблизно про 19 500 біологічних агентів.
База даних GESTIS-STAUB-EX містить важливі характеристики горіння та вибуху понад 7000 зразків пилу майже з усіх галузей промисловості. Вона допомагає у безпечному поводженні з горючим пилом та розробці захисних заходів проти вибухів пилу (див. вибухозахист). База даних доступна німецькою та англійською мовами, а також у мобільній версії кожної з них.

База даних «Аналітичні методи для хімічних агентів на робочих місцях» (GESTIS-AMCAW) містить актуальну колекцію методів вимірювання особливо важливих небезпечних речовин з країн Європейського Союзу (ЄС), Великої Британії, Канади та США. AMCAW можна пов'язати з іншими базами даних GESTIS. AMCAW надає інформацію про діапазони вимірювань, що охоплюються методами. Описи методів публікуються аналітичними інститутами у відповідних країнах.